# Monika Gabriel
Monika Gabriel (* 15. Oktober 1943 in Eichenbrück, Wartheland; † 7. März 2007 in Berlin) war eine deutsche Schauspielerin und Synchronsprecherin.

## Leben
Die in der Nähe von Posen geborene Monika Gabriel wuchs ab 1949 im märkischen Falkensee auf, wo sie im Alter von 11 Jahren damit begann, Ballettunterricht zu nehmen. Von 1957 bis 1961 ließ sie sich an der Hochschule für künstlerischen Tanz sowie der Staatlichen Ballettschule Berlin zur professionellen Tänzerin ausbilden. Ab 1962 nahm sie auch kleinere Sprechrollen in Bühneninszenierungen am Berliner Metropol-Theater an, wo sie wenig später auch Hauptrollen in Musical-Produktionen wie Kiss me Kate übertragen bekam.
Einem breiten Publikum wurde sie jedoch durch ihre Mitwirkung in Film- und Fernsehproduktionen bekannt. Bereits 1962 debütierte sie bei der DEFA als Page im Märchenfilm Das Kleid nach Hans Christian Andersen. Es folgten bereits in den nächsten Jahren Hauptrollen in Produktionen wie Liebe braucht keine PS, Engel, Sünden und Verkehr (aus der in der DDR populären Stacheltier-Filmreihe), Berlin um die Ecke, Ein Lord am Alexanderplatz, Wir lassen uns scheiden und Jungfer, Sie gefällt mir (nach Jurek Becker).
Im Jahr 1969 lernte sie bei Dreharbeiten zu Das siebente Jahr den westdeutschen Schauspieler Wolfgang Kieling kennen, der kurz zuvor in die DDR übergesiedelt war. Im darauffolgenden Jahr heirateten sie. Als Kieling 1971 wieder in die Bundesrepublik Deutschland zurückkehrte, erhielt auch Monika Gabriel eine Ausreisegenehmigung. Fortan spielte sie vorwiegend in Fernsehproduktionen wie dem Kriminalfilm Der Tod in der Maske aus der Reihe Dem Täter auf der Spur, der Tatort-Produktion Schöne Belinda, dem Fernsehfilm Die Rakete (unter der Regie von Dieter Wedel) sowie Gastrollen in den Serien Sonderdezernat K1, Derrick, Auf Achse, Kreisbrandmeister Felix Martin (mit Kieling in der Hauptrolle) und Eine Klasse für sich. Ihre letzte Fernsehrolle spielte sie 1985 in Günter Pfitzmanns Unterhaltungsserie Berliner Weiße mit Schuß.
Daneben arbeitete Gabriel als Synchronregisseurin, Dialogbuchautorin und Synchronsprecherin. Sie lieh ihre Stimme zahlreichen prominenten Schauspielkolleginnen wie Jill Clayburgh (Am ersten Montag im Oktober), Charlotte Rampling (Heinrich VIII. und seine sechs Frauen), Stella Stevens (Am hellichten Tag) und Liv Ullmann (Die Neubürger). Daneben ist ihre Stimme auf vielen Hörspielproduktionen des Labels EUROPA zu hören. So sprach sie die „Teela“ in der Reihe Masters of the Universe.
Gabriel war insgesamt viermal verheiratet: Mit den Schauspielkollegen Stefan Lisewski, Armin Mueller-Stahl und Wolfgang Kieling (bis 1975) sowie in vierter Ehe mit dem Regisseur und Grimme-Preisträger Wilfried Dotzel.
Monika Gabriel erlag 2007 im Berliner Bezirk Spandau einem Krebsleiden. Sie wurde in ihrer Wahlheimat Falkensee beigesetzt.

## Filmografie
- 1961: Das Kleid
- 1963: Engel Sünden und Verkehr
- 1963: Das Stacheltier: Liebe braucht keine PS
- 1965: Berlin um die Ecke
- 1967: Ein Lord am Alexanderplatz
- 1968: Wir lassen uns scheiden
- 1968: Die Toten bleiben jung
- 1969: Jungfer, Sie gefällt mir
- 1969: Das siebente Jahr
- 1971: Anflug Alpha 1
- 1971: Das zweite Leben
- 1971: Über ganz Spanien wolkenloser Himmel
- 1972: Dem Täter auf der Spur: In Schönheit sterben
- 1972: Sonderdezernat K1: Vier Schüsse auf den Mörder
- 1972: Dem Täter auf der Spur: Der Tod in der Maske
- 1975: Die Rakete
- 1975: Tatort: Schöne Belinda
- 1975: LH 615 – Operation München
- 1977: Derrick – Inkasso
- 1979: St. Pauli-Landungsbrücken – Der Fan
- 1981: Auf Achse – Lalla und Kifkif
- 1981: Der König und sein Narr
- 1981: Wer einmal lügt
- 1981: Gute Reise
- 1981: Sonderdezernat K1: Die Spur am Fluß
- 1982: Kreisbrandmeister Felix Martin (10 Folgen)
- 1982: Ab in den Süden
- 1984: So ein Theater
- 1984–1985: Eine Klasse für sich (2 Folgen)
- 1985: Wer einmal lügt
- 1989: Janna (Janka, 15 Folgen, Stimme)